# 牛沈度
牛沈度（1495年—？），字玄範，河南南陽府葉縣人，民籍，明朝政治人物。

## 生平
嘉靖元年（1522年）壬午科河南鄉試第三十九名舉人。嘉靖十七年（1538年）中式戊戌科會試第二十八名，登第三甲第二百二十一名進士。官户部主事，出为廣平府同知。

## 家族
曾祖牛麟；祖父牛鐸，贈吏部郎中；父牛鳳，南京太常寺卿。母任氏（封宜人）。具庆下。弟牛沈裕，字唐麓，丁酉貢士，由吏部司务累官工部郎中。 